# بني مطهر
  بني مطهر هي جماعة قروية تابعة لإقليم جرادة ضمن  الجهة الشرقية بالمغرب.  بلغ مجموع عدد سكان   بني مطهر حسب إحصاءات 2004 حوالي 7089  نسمة من بينهم 7 أجانب يعيشون في  1152 أسرة.

## إحصاء عام
| السنة | عدد السكان | عدد الأسر | عدد الأجانب |
| ----- | ---------- | --------- | ----------- |
| 1994  | 5207       | 747       | °°°°        |
| 2004  | 7089       | 1152      | 7           |